# К. Равиндранатан Наир
К. Равиндранатан Наир (малаял. കെ. രവീന്ദ്രനാഥൻ നായർ; 3 июля 1933, Коллам, Британская Индия — 8 июля 2023, Коллам, Керала) — индийский кинопродюсер. В 1970-х и 1980-х годах он вывел кино на малаялам на новый уровень, создав множество знаковых фильмов, получивших высшие награды.

## Биография
Родился 3 июля 1933 года и был пятым из восьми детей бизнесмена Кришны Пиллая и его жены Нанияммы.  После внезапной смерти отца Наиру пришлось взять на себя семейное дело по торговле кешью. С годами под его руководством компания Vijayalakshmi Cashews превратилась в огромное предприятие, имеющее около 115 фабрик в Керале и за её пределами и более полумиллиона работников.
В 1967 году он основал продюсерскую компанию General Pictures. Вдохновлённый прочитанным им романом Параппурата, он его экранизировал. Главную роль в фильме Anweshichu Kandethiyilla сыграл актёр Сатьян. По итогам года картина завоевала Национальную кинопремию как лучший фильм на малаялам. В следующем году были сняты фильмы Kattukurangu и Lakshaprabhu. Режиссёром всех трех был П. Бхаскаран, и все три имели коммерческий успех.
В 1973 году Наир выпустил фильм Achani Алоизиуса Винсента, снятый по тамильской пьесе «Poi Kanda Achani». Когда фильм стал хитом проката, продюсера стали называть «Ачани Рави». Затратив на производство 400 тыс. рупий, он получил прибыль в 1,4 млн, на которые построил в Колламе публичную библиотеку и аудиторию Сопанам.
В 1977 году продюсер начал сотрудничество с Г. Аравинданом, организовав съёмки его фильма Kanchana Sita, представившего новую эстетику кино на малаялам. Его компания General Pictures занималась производством следующих четырех фильмов режиссёра Thampu (1978), Kummatty (1979), Esthappan (1979) и Pokkuveyil (1981), первый из которых также получил Национальную кинопремию.
В 1980-х и начале 1990-х годов он организовал съёмку ряда фильмов Адура Гопалакришнана, в том числе «Крысоловка» (1981), Mukhamukham (1984), «Монолог» (1987) и «Рабское» (1993).
За исключением «Монолога», который получил премию за лучшую режиссуру, остальные три были признаны лучшим фильмом года на малаялам.
Продюсер также занимался производством Manju (1982) режиссера М. Т. Васудевана Наяра.
Наир скончался 8 июля 2023 года в Колламе в возрасте 90 лет. Его жена певица Уша Рави скончалась в 2013 году. У него остались сыновья Пратап Наир и Пракаш Наир и дочь Прита.